# هوارد فان دورين شو
هوارد فـان دورين شو (بالإنجليزية: Howard Van Doren Shaw) هو مهندس معماري أمريكي، ولد في 7 مايو 1869 في شيكاغو في الولايات المتحدة، وتوفي في 7 مايو 1926 في بالتيمور في الولايات المتحدة.

## معرض صور

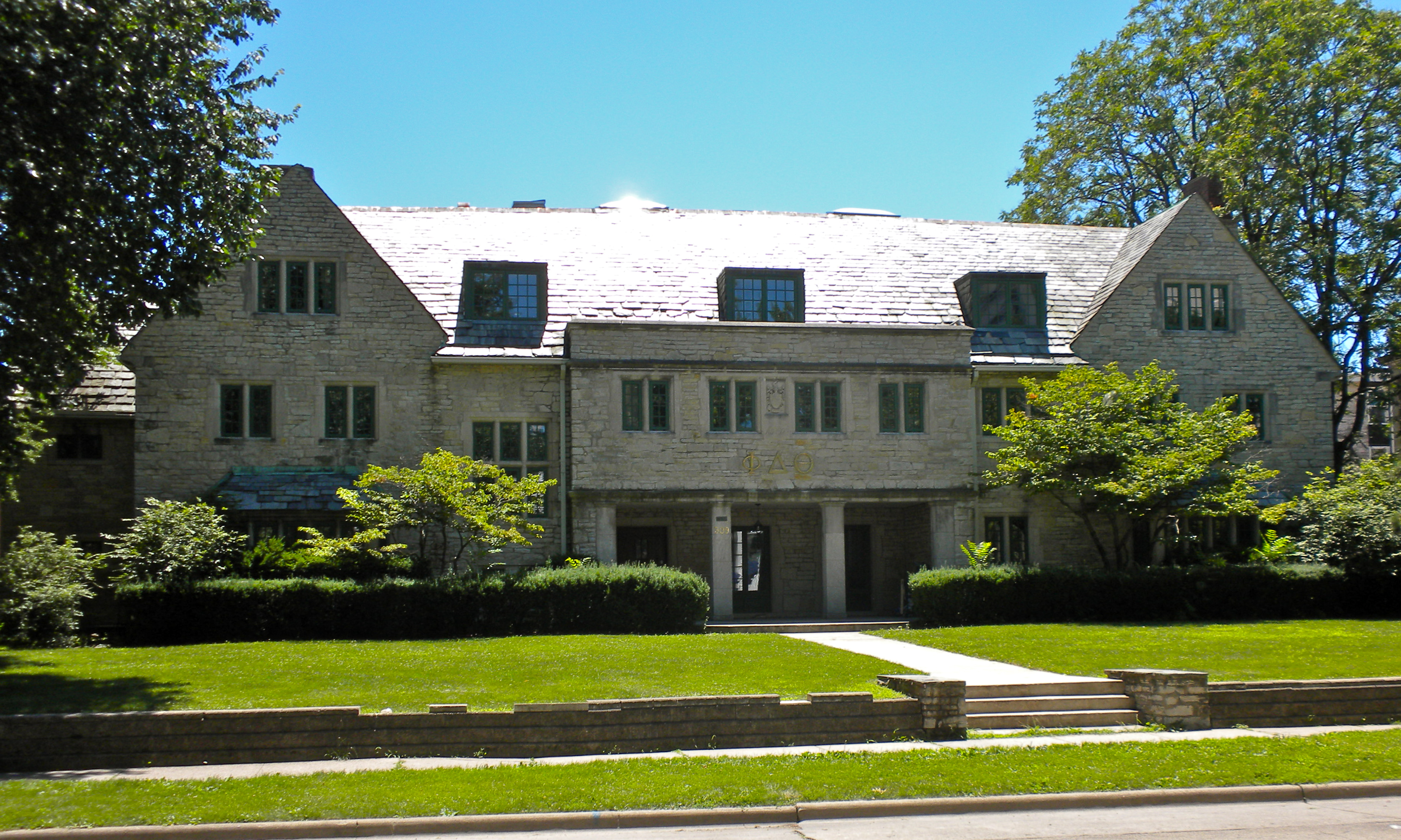
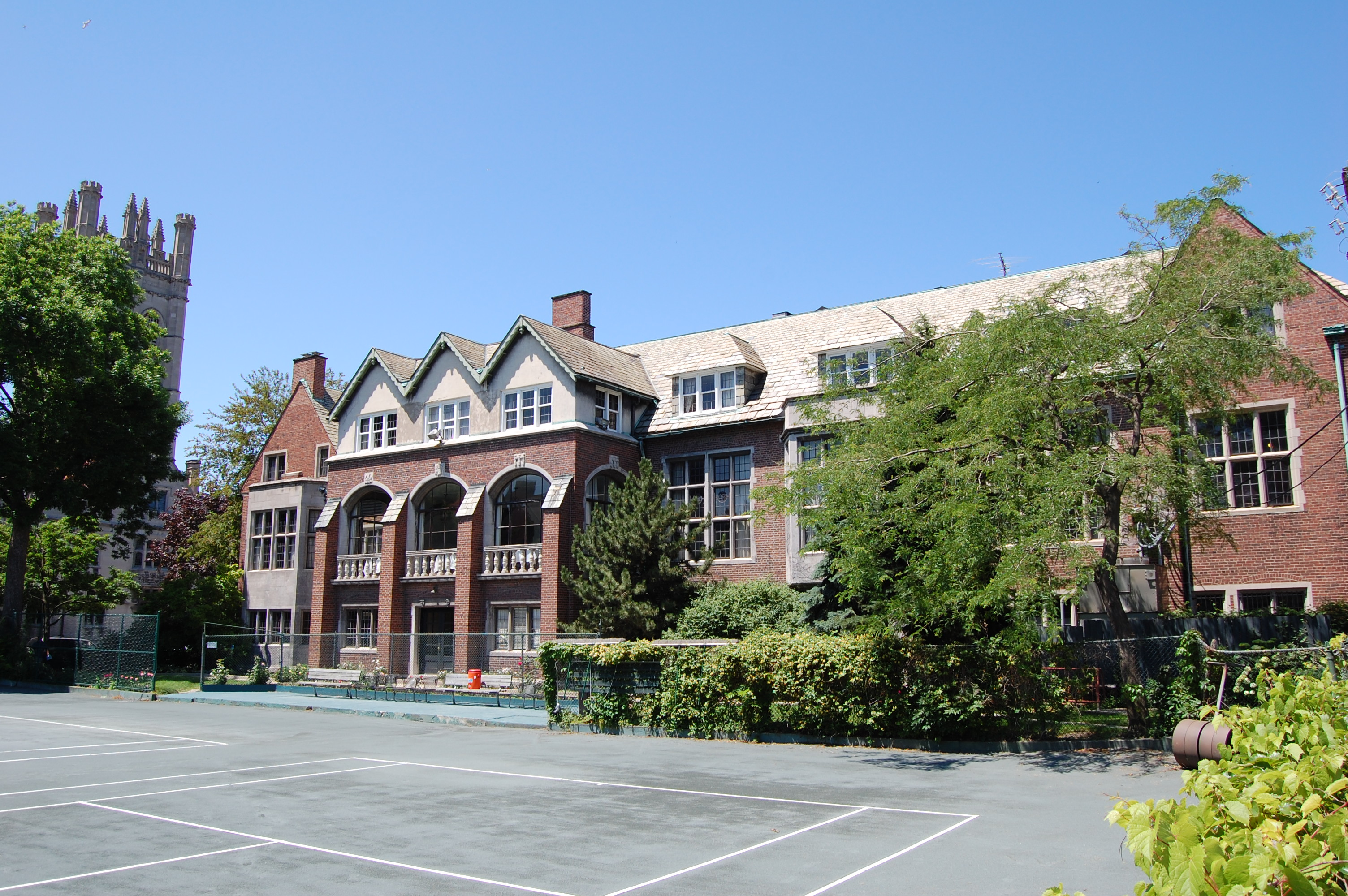
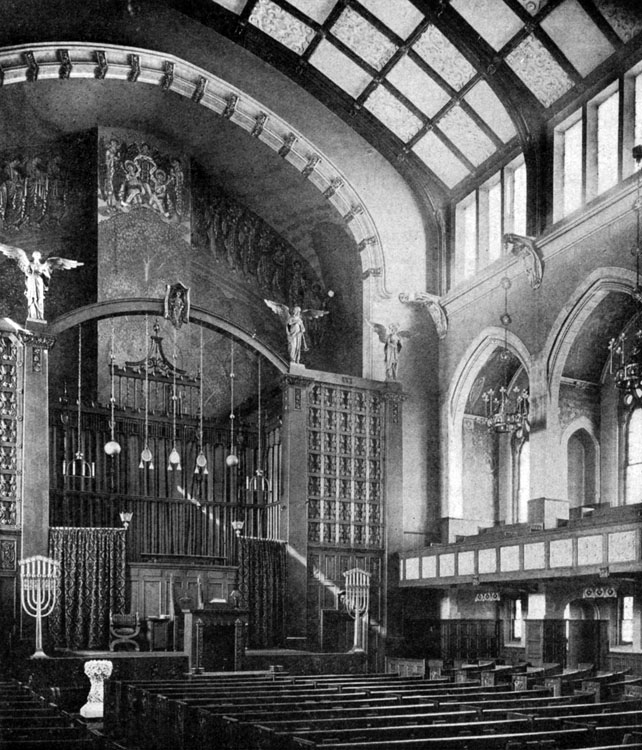
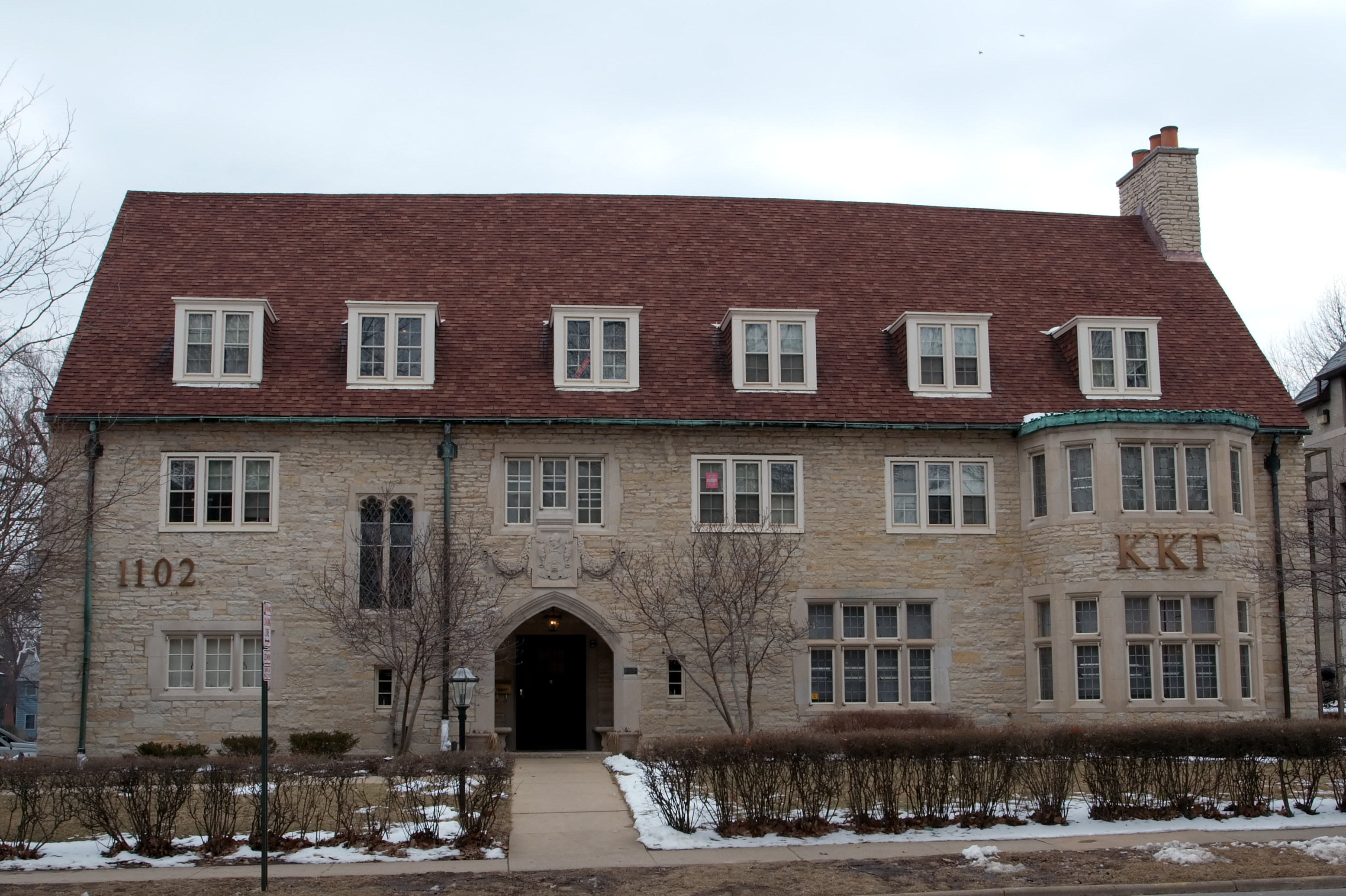
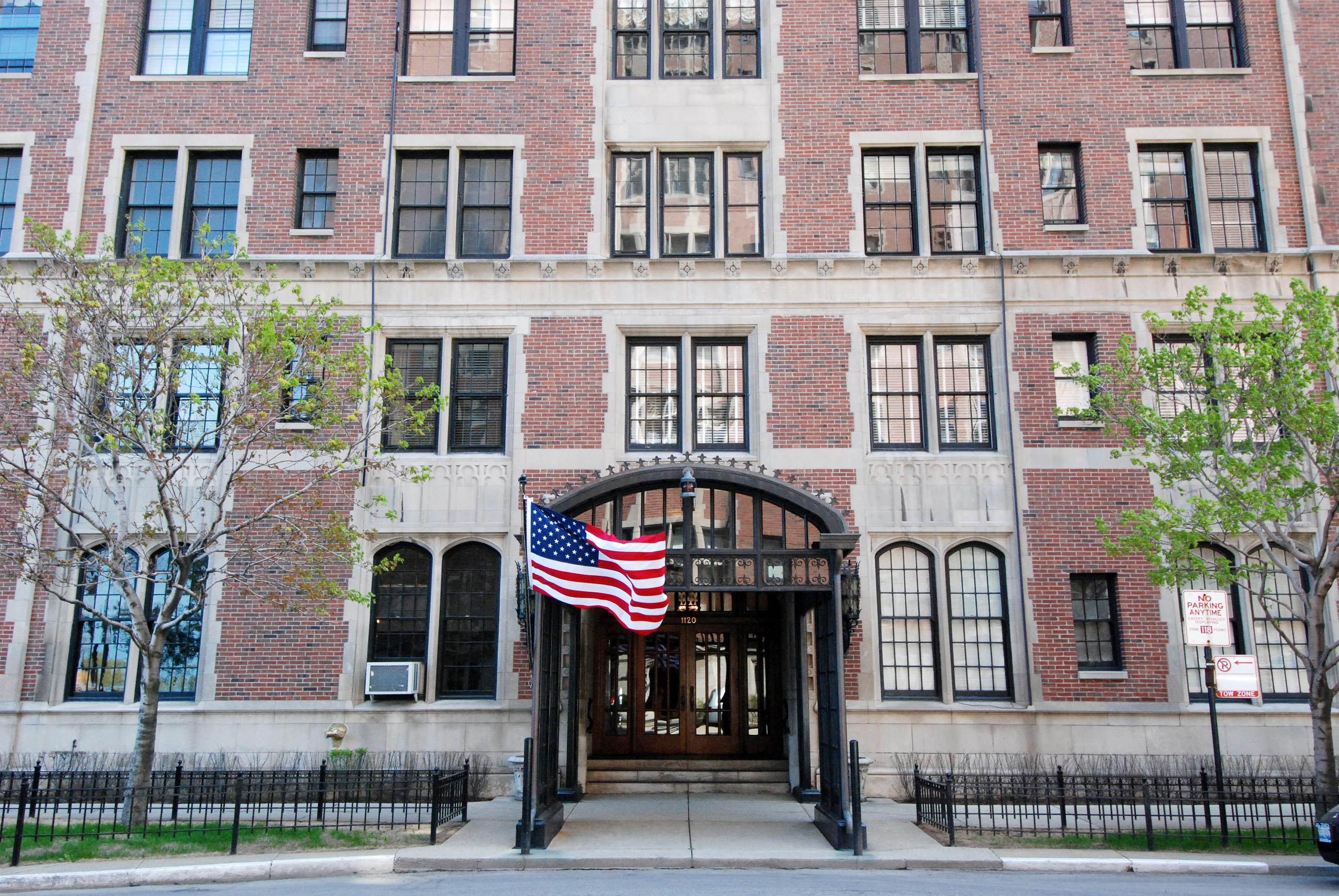